# ISO 6425
La norma ISO 6425, pubblicata per la prima volta nel 1982, identifica i requisiti minimi deve soddisfare un orologio progettato a resistere a immersioni in acqua a una profondità di almeno 100 metri. L'edizione più recente dello standard è stata pubblicata nel 2018. 

## La normativa
Lo standard è stato creato per aiutare a distinguere gli orologi subacquei adatti alle immersioni dagli orologi in "stile subacqueo" e altri orologi impermeabili che però non rispettano gli standard richiesti per immersioni professionali. Solo gli orologi che soddisfano i requisiti della norma di prova porteranno la designazione DIVER'S WATCH L m (dove "L" indica la profondità nominale di immersione in metri). Per soddisfare i requisiti richiesti gli orologi devono includere diverse caratteristiche specifiche e superare diversi test specifici. 
Qualsiasi orologio che porti la designazione "DIVER'S" deve includere le seguenti caratteristiche e soddisfare i seguenti criteri:
- Deve includere un indicatore del tempo di immersione, come una lunetta girevole unidirezionale o un display digitale. Se l'indicatore del tempo di immersione è la lunetta rotante, dovrebbe includere una scala dei minuti fino a 60 minuti, con segni chiari che indicano ogni 5 minuti. Se sono presenti segni sul quadrante, dovrebbero essere coordinati con i segni sulla lunetta e chiaramente visibili. Se l'indicatore del tempo di immersione è un display digitale, dovrebbe essere chiaramente visibile.
- Deve includere un'indicazione che l'orologio è in funzione e questa indicazione deve essere visibile nell'oscurità totale (di solito ottenuta con una lancetta dei secondi che ha una punta o una coda luminose).
- I seguenti elementi dell'orologio devono essere leggibili a una distanza di 25 cm al buio per almeno 180 minuti dopo l'esposizione alla luce:

1. L'ora (con una lancetta dei minuti chiaramente distinguibile dalla lancetta delle ore ).
2. Il tempo impostato dell'indicatore del tempo di immersione.
3. Un'indicazione che l'orologio è in funzione (come una lancetta dei secondi con punta o coda luminosa).
4. Nel caso di orologi alimentati a batteria, un indicatore del livello di batteria.

## Caratteristiche principali
- La cassa deve resistere alla pressione di almeno 10 atm
- Fondello chiuso a vite
- Corona con la chiusura a vite
- Il vetro può essere in tecnopolimeri (plastica),zaffiro o minerale
- Ghiera unidirezionale con indicatore dei tempi
- Valvola per la fuoriuscita dell'elio immersioni oltre i 300 metri.
- Indici e lancette con strato luminescente.

## Test specifici previsti dalla norma ISO 6425
- Test di resistenza all'acqua: l'orologio viene sottoposto a una pressione superiore del 25% rispetto alla profondità nominale indicata (es. per un 100 m viene testato a 125 m).
- Test di condensa: verifica che non si formino aloni o appannamenti sul vetro dopo uno shock termico.
- Test di resistenza agli urti: simula colpi improvvisi, verificando il mantenimento della precisione.
- Test di resistenza alla corrosione: esposizione a nebbia salina per valutare la resistenza dei materiali.
- Test di leggibilità: verifica che quadrante e lancette siano visibili a 25 cm per almeno 180 minuti dopo esposizione alla luce.
- Test del sistema di regolazione: assicura che la corona e la lunetta funzionino correttamente anche dopo l’esposizione a pressione.